# Метрдотель
Метрдотель, реже метродотель (фр. maître d'hôtel — букв. хозяин гостиницы) — лицо, координирующее работу обслуживания посетителей ресторана или постояльцев отеля. В маленьких ресторанах метрдотель может также исполнять роль официанта.
Ресторан фактически делится на две независимые территории — кухню и столовое помещение. Шеф-повар управляет кухней, а метрдотель — залом для еды. Нормальное функционирование ресторана (кухни и зала) обеспечивается слаженной работой шеф-повара и метрдотеля. Теперь — хостес.
Ранее метрдотель был практически при каждом европейском монархе, в частности при императрицах Елизавете Петровне и Екатерине II эту должность занимал Иоганн Христофор Бальор (нем. Johann Christophor Balliohr; ум. 1794) — член Вольного экономического общества, оставивший ряд сочинений в «Трудах» последнего.